# Aneksijska kriza
Aneksijska kriza ili Bosanska kriza bila je politička kriza koja je trajala tijekom 1908. i 1909. zbog aneksije Bosne i Hercegovine u sastav Austro-Ugarske 7. listopada 1908. godine. Berlinskim sporazumom[nedostaje izvor] iz travnja 1909. ta kriza se je okončala.

## Događaji
Nakon pobjede mladoturske revolucije u Osmanlijskom Carstvu,  Austro-Ugarska se zabrinula da bi morali vratiti BiH. S toga je 1908. odlučila te pokrajine pripojiti izravno u svoj državni sustav. Austro-Ugarska je 29. veljače 1909. postigla dogovor s Osmanlijskim Carstvom u kome se obavezala na isplatu 2,5 milijuna turskih funtâ (54 milijuna austro-ugarskih krunâ) u zlatu kao naknadu za aneksiju Bosne i Hercegovine.
U Srbiji je pripajanje izazvalo veliku zabrinutost, jer se osjećalo da Austrija time učvršćuje svoj položaj na Balkanu. Tako je ugrožavala sve nade u stvaranje buduće velikosrpske države.
Slijedili su prosvjedi Srba i Muslimana. Srpski političari su prema velikosrpskoj ideologiji tvrdili kako su ne samo pravoslavci nego svi katolici i muslimani koji govore štokavskim narječjom zapravo Srbi.
U Srbiji je osnovana Narodna obrana s ciljem da prikupi dragovoljce za moguće borbe.
S druge su strane hrvatski pravaši pokrenuli pripreme za osnivanje Hrvatske narodne legije koja se je trebala suprotstaviti upadima vojnih i paravojnih postrojba iz Srbije: srbijanske vojske, četničkih i komitskih odreda.
Uz podršku Rusije i saveznika Crne Gore, Bugarske i Grčke ušla 1912. u Prvi balkanski rat u kojem je potisnuta Turska. U Drugom balkanskom ratu (1913.) Srbija je zajedno sa saveznicima porazila Bugarsku i proširila svoj teritorij na jug.
U Srbiji je ova kriza izazvala jačanje nacionalizma i nacionalne solidarnosti. Ova kriza je na neko vrijeme poremetila odnose između Austro-Ugarske i carske Rusije. Osim toga se ova kriza se smatra uvodom u Prvi svjetski rat.
Mlada Bosna koja je isticala svoj tobožnji oslobodilački i jugoslavenski program i čiji su članovi su bili uvježbani i naoružani iz Srbije organizirali su 28. lipnja 1914. Sarajevski atentat.

## Vanjske poveznice
- Hrvatski informativni centar  Arhivirana inačica izvorne stranice od 2. rujna 2010. (Wayback Machine)